# 1972年の鉄道
1972年の鉄道（1972ねんのてつどう）とは、1972年（昭和47年）に起こった鉄道関係の出来事をまとめたページである。
1971年の鉄道 - 1972年の鉄道 - 1973年の鉄道

## 出来事の一覧

### 1月
- 1月8日
  - 日立運輸東京モノレール（現・東京モノレール） 
    - （駅名改称） 流通センター駅←新平和島駅（羽田線（現・東京モノレール羽田空港線））
- 1月10日
  - 日本国有鉄道
    - （駅名改称） 打吹駅←倉吉駅（倉吉線）
- 1月16日
  - 日本国有鉄道
    - （路線廃止） 鍛冶屋原線 板野駅 - 鍛冶屋原駅（6.9km）
    - （駅廃止）  犬伏駅、羅漢駅、神宅駅、鍛冶屋原駅
- 1月23日
  - 京都市交通局（京都市電）
    - （路線廃止） 千本線 千本北大路停留場 - 四条大宮停留場間
    - （路線廃止）  四条線 祇園停留場 － 四条大宮停留場間
    - （路線廃止）  大宮線 四条大宮停留場 － 九条大宮停留場間
    - （駅廃止）  千本十二坊停留場、千本鞍馬口停留場、乾隆校前停留場、西陣京極停留場、千本中立売停留場、千本出水停留場、出世稲荷前停留場、二条駅前停留場、千本三条停留場、壬生車庫前停留場（千本線）
    - （駅廃止）  四条京阪前停留場、四条堺町停留場、四条西洞院停留場（四条線）
    - （駅廃止）  大宮松原停留場、大宮五条停留場、島原口停留場、東寺前停留場（大宮線）
    - （駅廃止）  四条大宮停留場（千本線、四条線、大宮線）

### 2月
- 2月1日
  - 日本国有鉄道
    - （旅客営業廃止） 細島線 日向市駅 - 細島駅 (3.5km)
    - （駅廃止） 伊勢ヶ浜駅
- 2月6日
  - 日本国有鉄道
    - （延伸開業）  岩泉線 浅内駅 - 岩泉駅間 (7.4km)
    - （新駅開業）  二升石駅、岩泉駅
- 2月14日
  - 日本国有鉄道
    - （駅名改称） 倉吉駅←上井駅（山陰本線、倉吉線）
- 2月16日
  - 岩手中央バス
    - （路線廃止） 鉄道線 花巻駅 - 花巻温泉駅（8.2km）
    - （駅廃止） 花巻グランド前駅、瀬川駅、北金矢駅、松山寺前駅、花巻温泉駅
- 2月27日
  - 日本国有鉄道
    - （新線開業）  宮古線（現・三陸鉄道北リアス線） 宮古駅 - 田老駅間 (12.8km)
    - （新駅開業）  一の渡駅、佐羽根駅、田老駅

### 3月
- 3月1日
  - 日本国有鉄道
    - （路線廃止） 三国線 金津駅 - 三国港駅 (9.8km)（芦原駅 - 三国港駅間は1944年10月11日より休止）
    - （駅廃止） 芦原駅、三国駅、三国港駅
    - （路線廃止） 篠山線 篠山口駅 - 福住駅 (17.6km)
    - （駅廃止） 篠山駅、八上駅、丹波日置駅、村雲駅、福住駅

  - 広島電鉄
    - （駅名改称） 阿品駅（現・阿品東駅）←地御前県病院前駅（宮島線）
- 3月15日
  - 日本国有鉄道
    - （新線開業）  山陽新幹線[注 1] 新大阪駅 - 岡山駅間 (180.3km)
    - （新駅開業）  新神戸駅
    - （駅名改称） 千軒駅←碁盤坂駅（松前線）
    - （駅名改称） 芦原温泉駅←金津駅（北陸本線）

  - 関東鉄道
    - （新駅開業）  北水海道駅（常総線 水海道駅 - 中妻駅間）

  - 箱根登山鉄道
    - （駅名改称） 彫刻の森駅←二ノ平駅（鉄道線）

  - 伊豆急行
    - （新駅開業）  城ヶ崎海岸駅（伊豆急行線 富戸駅 - 伊豆高原駅間）

  - 新潟臨海鉄道
    - （延伸開業） 太郎代線 藤寄駅 - 太郎代駅 (2.9 km)
    - （新駅開業） 太郎代駅

  - 水島臨海鉄道
    - （駅移転・改称） 東水島駅←日鉱前駅（港東線）

### 4月
- 4月1日
  - 日本国有鉄道
    - （路線廃止） 宇品線 広島駅 - 宇品駅間（5.9km）[注 2]
    - （駅廃止）  大須口駅、南段原駅、上大河駅、下大河駅、丹那駅、宇品駅

  - 東京急行電鉄（現・東急電鉄）
    - （延伸開業） 田園都市線 つくし野駅 - すずかけ台駅 (1.2 km)
    - （新駅開業） すずかけ台駅

  - 横浜市交通局（横浜市電・横浜市営トロリーバス）
    - （路線廃止） 日の出町線 桜木町駅前停留場 - 吉野町三丁目停留場間
    - （路線廃止） 磯子線 吉野町三丁目停留場 - 葦名橋停留場間
    - （路線廃止） 羽衣町線 本町四丁目停留場 - 阪東橋停留場間
    - （路線廃止） 久保山線 阪東橋停留場 - 浦舟町停留場間
    - （路線廃止） 本町線 桜木町駅前停留場 - 日本大通県庁前停留場間
    - （路線廃止） 花園橋線 日本大通県庁前停留場 - 睦橋停留場間
    - （路線廃止） （トロリーバス）三ツ沢西町停留場 - 常磐園停留場 - 三ツ沢西町停留場
    - （駅廃止）  野毛大通停留場、野毛山遊園地入口停留場、日の出町一丁目停留場、日の出町二丁目停留場、初音町停留場、前里町三丁目停留場、前里町四丁目停留場（日の出町線）
    - （駅廃止）  中村橋停留場、大神橋停留場、根岸橋停留場、滝頭停留場、八幡橋停留場、浜停留場、葦名橋停留場（磯子線）
    - （駅廃止）  吉野町三丁目停留場（日の出線、磯子線）
    - （駅廃止）  相生町停留場、尾上町停留場、羽衣町停留場、長者町五丁目停留場、曙町停留場、横浜橋停留場（羽衣町線）
    - （駅廃止）  阪東橋停留場（羽衣線、久保山線）
    - （駅廃止）  桜木町駅前停留場（日の出町線、本町線）
    - （駅廃止）  本町一丁目停留場（本町線）
    - （駅廃止）  日本大通県庁前停留場（本町線、花園橋線）
    - （駅廃止）  薩摩町停留場、花園橋停留場、扇町停留場、長者町一丁目停留場、東橋停留場、三吉橋停留場、千歳橋停留場（花園橋線）
    - （駅廃止）  浦舟町停留場（久保山線、花園橋線）
    - （駅廃止）  睦橋停留場（磯子線、花園橋線）
    - （駅廃止）  常磐園前停留場、和田町交差点停留場、和田町停留場、常磐園下停留場、峰岡町停留場、峰小学校前停留場、宮田町停留場、洪福寺停留場、浅間町車庫前停留場、浅岡橋停留場、浅間下停留場、岡野町停留場、横浜駅西口停留場、鶴屋町三丁目停留場、泉町停留場、泉町中央停留場、松本停留場、ガーデン下停留場、島田橋停留場、三ツ沢下町停留場、三ツ沢中町停留場、三ツ沢小学校前停留場、三ツ沢上町停留場、三ツ沢西町停留場、市民病院前停留場、岡沢町停留場、横浜新道停留場（トロリーバス）

  - 玉野市営電気鉄道
    - （路線廃止） 玉野市営電気鉄道線 宇野駅 - 玉遊園地前駅間（4.7km）
    - （駅廃止）  広潟駅、玉野高校前駅、西小浦駅、玉野市役所前駅、藤井海岸駅、玉野保健所前駅、大聖寺前駅、三井造船所前駅、玉駅、玉比咩神社前駅、玉小学校前駅、玉遊園地前駅

  - 下津井電鉄
    - （路線廃止） 下津井電鉄線 茶屋町駅 - 児島駅間（14.5km）
    - （駅廃止）  天城駅、藤戸駅、林駅、福田駅、稗田駅、柳田駅、児島小川駅
- 4月20日
  - 日本国有鉄道
    - （延伸開業） 東海道本線（神戸臨港線） 神戸港駅 - 摩耶埠頭駅 (4.5 km)
    - （新駅開業） 摩耶埠頭駅

### 6月
- 6月1日
  - 名古屋鉄道
    - （新駅開業） 八幡駅（豊川線。八幡口駅、市田駅、諏訪新道駅を統合）
    - （駅廃止） 市田駅（八幡駅に統合）
    - （駅廃止・信号場化） 八幡口信号場←八幡口駅、諏訪新道信号場←諏訪新道駅（駅としては八幡駅に統合）
- 6月14日
  - 伊予鉄道
    - （新駅開業） 石手川公園駅（横河原線 松山市駅 - 伊予立花駅（現・いよ立花駅）間）
- 6月19日
  - 日本国有鉄道
    - （路線廃止） 札沼線 新十津川駅 - 石狩沼田駅間（34.9km）
    - （駅廃止）  石狩橋本駅、上徳富駅、北上徳富駅、雨竜駅、石狩追分駅、渭ノ津駅、和駅、中ノ岱駅、碧水駅、北竜駅、五ヶ山駅
- 6月25日
  - 北陸鉄道
    - （路線廃止） 能登線 羽咋駅 - 三明駅間（25.5km）
    - （駅廃止）  能登一ノ宮駅、滝駅、柴垣駅、甘田駅、大島駅、能登高浜駅、志賀町駅、堀松駅、大笹駅、米町駅、直海駅、三明駅
- 6月30日
  - 東京都交通局
    - （延伸開業）  地下鉄6号線（現・三田線） 日比谷駅 - 巣鴨駅間 (7.3km)
    - （新駅開業）  日比谷駅、神保町駅、春日駅、白山駅、千石駅

### 7月
- 7月15日
  - 日本国有鉄道
    - （延伸開業）  総武本線 東京駅 - 錦糸町駅間（4.8km）
    - （新駅開業）  新日本橋駅、馬喰町駅
- 7月22日
  - 日本国有鉄道
    - （延伸開業）  高千穂線[注 3] 日ノ影駅 - 高千穂駅間（12.4km）途中の高千穂橋梁は日本一高い鉄道橋となる。
    - （新駅開業）  影待駅、深角駅、天岩戸駅、高千穂駅

### 8月
- 8月15日
  - 十和田観光電鉄
    - （駅名改称） ひがし野団地駅←渋沢農場前駅（電鉄線）

### 9月
- 9月8日
  - 日本国有鉄道
    - （延伸開業）  白糠線 上茶路駅 - 北進駅間（7.9km）
    - （新駅開業）  下北進駅、北進駅
- 9月9日
  - 日本国有鉄道
    - （延伸開業）  大隅線[注 4] 海潟温泉駅[注 5] - 国分駅間（33.5km）
    - （新駅開業）  大隅麓駅、大隅辺田駅、大隅二川駅、大隅境駅、大廻駅、大隅福山駅、敷根駅、銅田駅、金剛寺駅
- 9月10日
  - 日本国有鉄道
    - （駅昇格）  新府駅←新府信号場（中央本線）
- 9月16日
  - 加越能鉄道
    - （路線廃止） 加越線 石動駅 - 庄川町駅 (19.5km)
    - （駅廃止） 石動駅、南石動駅、四日町駅、薮波駅、津沢駅、本江駅、野尻駅、柴田屋駅、焼野駅、高瀬神社駅、井波駅、東山見駅、庄川町駅
- 9月17日
  - 水島臨海鉄道
    - （旅客営業開始）  水島本線 水島駅 - 三菱自工前駅間（1.2km）
    - （新駅開業） 三菱自工前駅
- 9月21日
  - 富山地方鉄道
    - （路線廃止） 東部線 中教院前停留場 - 地鉄ビル前停留場
    - （駅廃止） 雪見橋停留場、北新町停留場、赤十字病院前停留場、東田地方停留場

### 10月
- 10月1日
  - 日本国有鉄道
    - （操車場化）  東灘操車場←東灘駅（東海道本線（神戸臨港線））

  - 福島臨海鉄道
    - （旅客営業廃止） 本線 泉駅 - 小名浜駅 (4.8km)
    - （駅廃止） 滝尻駅、東邦亜鉛前駅、水素前駅
    - （客扱い廃止） 泉駅、宮下駅、小名浜駅

  - 遠州鉄道
    - （駅移転） さぎの宮駅（西鹿島線（現・鉄道線））
    - （駅廃止） 遠州新村駅（西鹿島線、さぎの宮駅に統合）

  - 京阪神急行電鉄（現・阪急電鉄）
    - （駅名改称） 西向日駅←西向日町駅、東向日駅←東向日町駅（京都本線）
- 10月2日
  - 日本国有鉄道
    - （新線開業）  浦上新線 喜々津駅 - 浦上駅間 (16.8km)
    - （新駅開業）  市布駅、肥前古賀駅、現川駅
- 10月10日
  - 京都市下京区の梅小路機関区に、蒸気機関車の動態保存施設である梅小路蒸気機関車館が開館。
- 10月14日
  - 新橋駅 - 横浜駅開業による日本の鉄道開業100周年。これを記念して、汐留駅（初代新橋駅） - 東横浜駅（桜木町駅=初代横浜駅に隣接）間に記念列車「鉄道100年記念号」（C57形蒸気機関車牽引）が運行される（15日も運行）。
- 10月20日
  - 帝都高速度交通営団（現・東京地下鉄）
    - （延伸開業）  千代田線 霞ケ関駅 - 代々木公園駅間 (6.2 km)
    - （新駅開業）  赤坂駅、乃木坂駅、明治神宮前駅、代々木公園駅
    - （駅名改称） 表参道駅←神宮前駅（銀座線[注 6]）

### 11月
- 11月1日
  - 日本国有鉄道
    - （路線廃止） 舞鶴線 東舞鶴駅 - 中舞鶴駅間（3.4km、通称中舞鶴線）
    - （駅廃止） 北吸駅、中舞鶴駅
- 11月9日
  - 大阪市営地下鉄（現・大阪市高速電気軌道）
    - （延伸開業） 四つ橋線 玉出駅 - 住之江公園駅 (2.8 km)
    - （新駅開業） 北加賀屋駅、住之江公園駅
- 11月12日
  - 東京都交通局（東京都電車）
    - （路線廃止）　上野線 上野駅前停留場 - 須田町停留場間
    - （路線廃止）　吾妻橋線 浅草停留場 - 上野駅前停留場間
    - （路線廃止）　両国橋線 須田町停留場 - 両国二丁目停留場間
    - （路線廃止）　千代田橋線 日本橋停留場 - 永代橋停留場間
    - （路線廃止）　洲崎線　永代橋停留場 - 東陽公園前停留場間
    - （路線廃止）　江東橋線 両国二丁目停留場 - 錦糸堀停留場間
    - （路線廃止）　業平線 緑町一丁目停留場 - 柳島停留場間
    - （路線廃止）　高橋線 門前仲町停留場 - 緑町一丁目停留場間
    - （路線廃止）　小松川線 錦糸堀停留場 - 西荒川停留場間
    - （路線廃止）　砂町線 水神森停留場 - 洲崎停留場間
    - （路線廃止）　赤羽線 赤羽停留場 - 王子駅前停留場間
- 11月22日
  - 近畿日本鉄道
    - （新駅開業[注 7]） 高の原駅（京都線 山田川駅 - 平城駅間）

### 12月
- 12月15日
  - 日本国有鉄道
    - （延伸開業）  越美北線 勝原駅 - 九頭竜湖駅間 (10.2km)
    - （新駅開業）  越前下山駅、九頭竜湖駅
- 12月16日
  - 横浜市交通局（横浜市営地下鉄）
    - （新線開業）  横浜市営地下鉄1号線 伊勢佐木長者町駅 - 上大岡駅間（5.2km）
    - （新駅開業）  伊勢佐木長者町駅、阪東橋駅、吉野町駅、蒔田駅、弘明寺駅、上大岡駅
- 12月25日
  - 水間鉄道
    - （駅廃止） 海塚駅（水間線）

## 主なダイヤ改正
- 3月14日
  - 小田急電鉄
- 3月15日
  - 日本国有鉄道
- 7月15日
  - 日本国有鉄道
- 10月2日
  - 日本国有鉄道
- 10月15日
  - 京成電鉄
- 11月7日
  - 近畿日本鉄道
- 12月12日
  - 近畿日本鉄道
- 12月18日
  - 京成電鉄 
  - 小田急電鉄

## 災害・不通・事故・事件など

### 7月
- 7月5日
  - 高知県香美郡土佐山田町（現・香美市）の土讃本線繁藤駅で、高知駅発高松駅行き普通列車が土石流に押し流される（繁藤災害）。

### 11月
- 11月6日
  - 福井県敦賀市の北陸本線北陸トンネル内で、急行「きたぐに」の食堂車から出火、煙などにより死者30人負傷者714人を出す（北陸トンネル火災事故）。

## 鉄道車両

### 新系列・新形式
- 日本国有鉄道
  - 183系電車
  - キハ391系気動車
  - 新幹線935形貨車
  - ソ60形貨車
  - ワキ7000形貨車
  - ヤ250形貨車
  - タキ22800形貨車
  - タキ22900形貨車
  - タキ23600形貨車
  - タキ23700形貨車
  - タキ23800形貨車
  - ホキ1900形貨車（2代）
  - ホキ9800形貨車
- 秩父鉄道
  - D200形ディーゼル機関車
- 京成電鉄
  - AE形電車（初代）
  - 3500形電車
- 京王帝都電鉄
  - 6000系電車
- 小田急電鉄
  - 9000形電車
- 横浜市交通局
  - 1000形電車
- 大井川鉄道
  - スハフ500形客車
- 三岐鉄道
  - モハ150形電車
- 近畿日本鉄道
  - 1000系電車
  - 1010系電車
  - 近鉄1200系電車（初代）
  - 2610系電車
  - 2800系電車
- 京阪神急行電鉄
  - 5300系電車
- 西日本鉄道
  - 700形電車
- 鉄道庁
  - 8000形電気機関車
- ロンドン地下鉄
  - 1972形電車
- フランス国鉄
  - TGV 001
- スイス連邦鉄道
  - Re620形電気機関車
- マッターホルン・ゴッタルド鉄道
  - Deh4/4 51-55形電車

### 受賞
- 第15回ブルーリボン賞 - 日本国有鉄道 14系寝台客車

183系電車
- 第12回ローレル賞 - 帝都高速度交通営団 6000系電車